# Schewtschenkowe (Kalusch)
Schewtschenkowe (ukrainisch Шевченкове; russisch Шевченково Schewtschenkowo, polnisch Wełdzirz) ist ein Dorf in der westukrainischen Oblast Iwano-Frankiwsk mit etwa 1750 Einwohnern (01.01.2025).

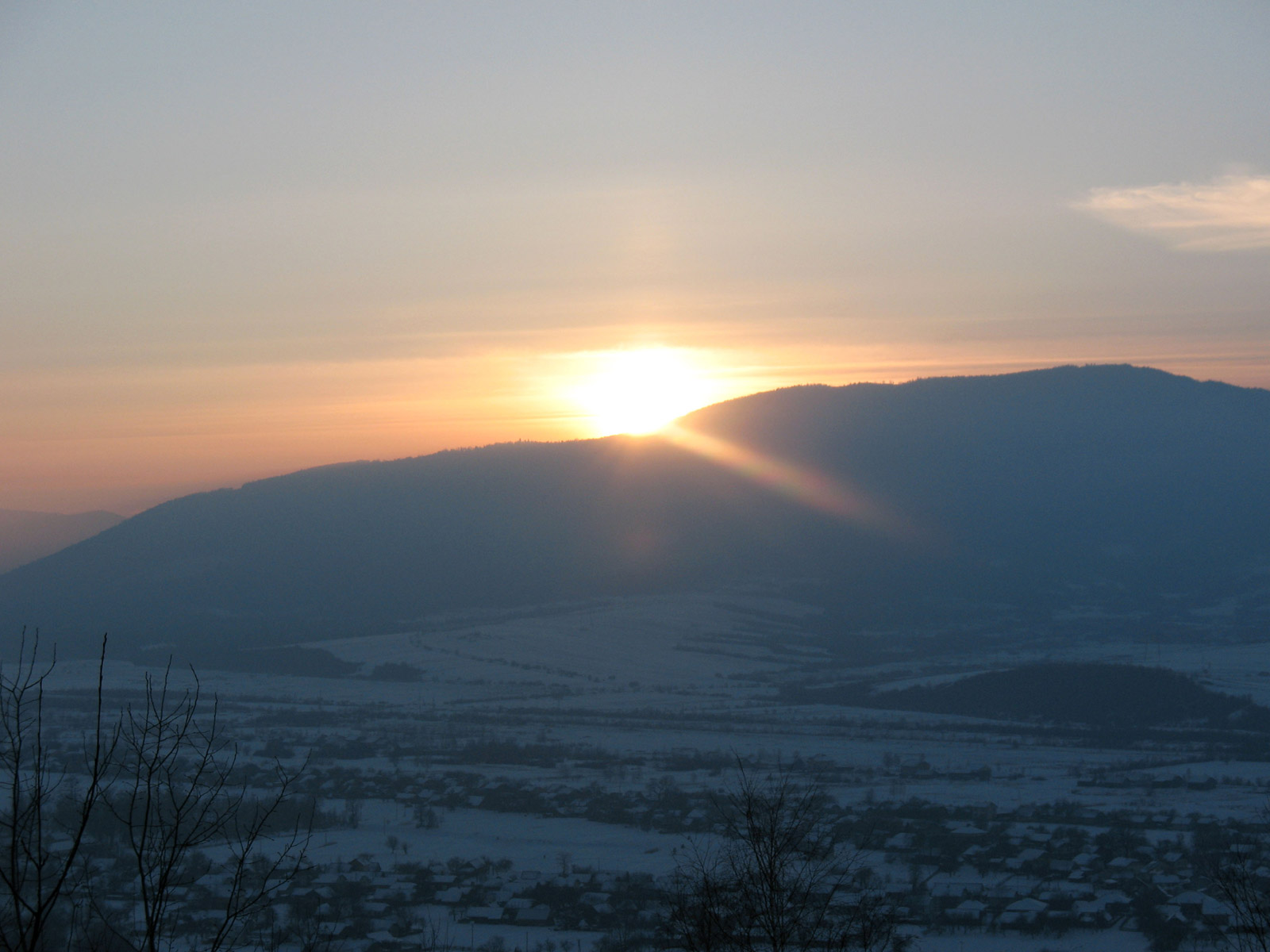
Blick auf den Ort beim Sonnenaufgang

## Geschichte
Der Ort wurde im Jahre 1469 als Velshicz erstmals urkundlich erwähnt, und dann als Wielszisz (1578), Welzyz/Welzysz/Wielgisz (1649–1651), Wełdzirz (1785) und so weiter. Die Bedeutung des ursprünglichen Namens ist unklar. Vielleicht leitet er sich vom ungarischen völgyes, dem Adjektiv von Tal, her, wo *vel- fließendes Wasser bezeichnet.
Bei der Ersten Teilung Polens kam das Dorf 1772 zum neuen Königreich Galizien und Lodomerien des habsburgischen Kaiserreichs (ab 1804).
Im frühen 19. Jahrhundert gehörte das Dorf mit dem benachbarten großen Bergraum dem polnischen Gutsbesitzer Graf Joseph von Matkowski. Einige deutsche Siedlungen wurden in der Umgebung gegründet, unter anderem Ludwikówka (Leopoldsdorf), Angelówka, Maksymówka.
Im Jahre 1900 hatte die Gemeinde Wełdzirz 383 Häuser mit 2452 Einwohnern, davon 1589 ruthenischsprachige, 732 polnischsprachige, 117 deutschsprachige, 1176 griechisch-katholische, 628 römisch-katholische, 606 Juden, 42 anderen Glaubens.
Nach dem Ende des Polnisch-Ukrainischen Kriegs 1919 kam die Gemeinde zu Polen. Im Jahre 1921 hatte sie 394 Häuser mit 2173 Einwohnern, davon 1469 Ruthenen, 623 Polen, 43 Deutschen, 47 Juden (Nationalität), 1469 griechisch-katholische, 456 römisch-katholische, 28 evangelische, 220 Juden (Religion).
Im Zweiten Weltkrieg gehörte die Gemeinde zuerst zur Sowjetunion und erhielt hier den ukrainischen Namen Weldisch (Велдіж). Ab 1941 lag er im zum Generalgouvernement, ab 1945 kam er wieder zur Sowjetunion, ab 1991 war er ein Teil der heutigen Ukraine. 
Im August 1942 wurden alle Juden von den Deutschen zur Vernichtung nach Bolechiw befördert. In der Nacht zwischen 7. und 8. 1944 wurden 30 Polen von ukrainischen Nationalisten getötet.
Am 7. Juni 1946 wurde der Ort auf seinen heutigen Namen umbenannt, dieser nimmt Bezug auf den ukrainischen Nationaldichter Taras Schewtschenko.
Am 12. Juni 2020 wurde das Dorf ein Teil der neu gegründeten Siedlungsgemeinde Wyhoda im Rajon Dolyna, bis dahin bildete es die gleichnamige Landratsgemeinde Schewtschenkowe (Шевченківська сільська рада/Schewtschenkiwska silska rada) im Zentrum des Rajons.
Am 17. Juli 2020 wurde der Ort Teil des Rajons Kalusch.